# Pipunculus diuteus
Pipunculus diuteus är en tvåvingeart som beskrevs av Morakote 1990. Pipunculus diuteus ingår i släktet Pipunculus och familjen ögonflugor. Inga underarter finns listade i Catalogue of Life.